# Người Bengal
Người Bengal (বাঙালি [baŋali]) là một dân tộc và nhóm sắc tộc Ấn-Arya sinh sống tại vùng Bengal ở Nam Á, địa phận nay được chia ra làm Đông Bengal của Bangladesh và Tây Bengal của Ấn Độ. Họ sử dụng tiếng Bengal, một trong những đại diện ngôn ngữ phương đông lớn nhất của dòng ngữ hệ Ấn-Âu.
Người Bengal là nhóm sắc tộc lớn thứ ba thế giới và lớn nhất ở Bangladesh. Ngoại trừ Bangladesh và Tây Bengal, số đông người Bengal cũng sinh sống tại bang Tripura của Ấn Độ, thung lũng Barak của bang Assam, và lãnh thổ liên bang quần đảo Andaman và Nicobar. Cộng đồng người Bengal toàn cầu (cộng đồng người Bangladesh và người Bengal Ấn Độ) có một số cộng đồng lớn thành lập tại Pakistan, Hoa Kỳ, Vương quốc Anh, Canada, Trung Đông, Nhật Bản, Hàn Quốc, Malaysia, Singapore và Ý.

## Lịch sử

### Lịch sử cổ đại

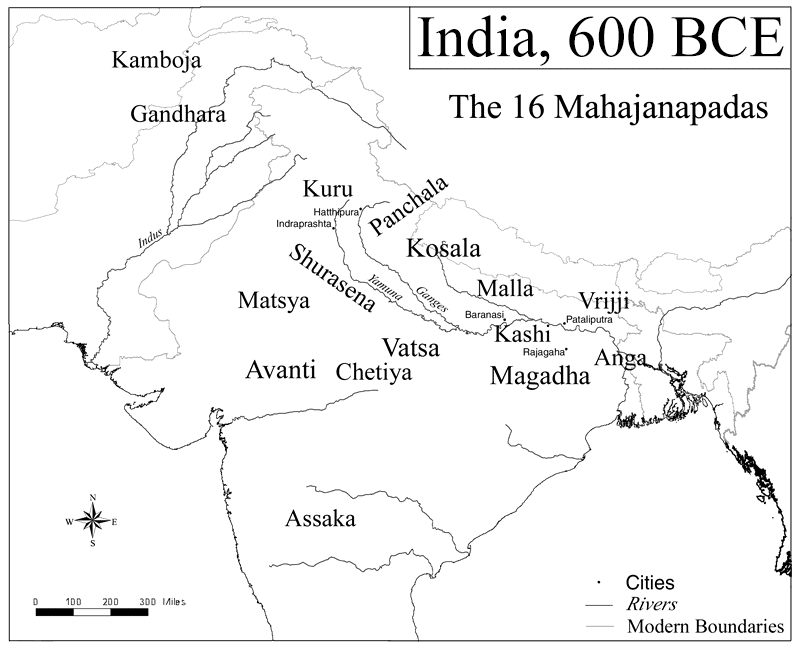
Angla năm 600 trước Công nguyên

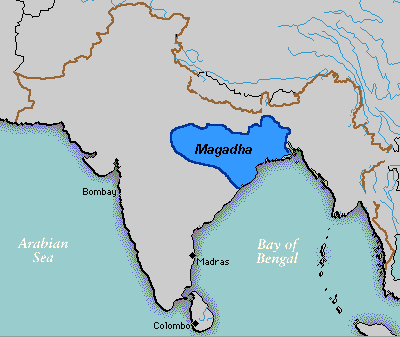
Magadha từ thế kỉ thứ 6-4 trước Công nguyên

Các nhà khảo cổ học đã phát hiện ra những vết tích của một nền văn minh thời đại đồ đồng đá 4,000 năm tuổi ở vùng Bengal lớn, và tin rằng những khám phá này là những dấu hiệu đầu tiên của sự định cư trong vùng. Tuy nhiên, bằng chứng của những cư dân thời đại đồ đá cũ già hơn đã được phát hiện dưới dạng một dụng cụ bằng đá và một chiếc rìu đá tại hai quận Rangamati và Feni của Bangladesh. Nguồn gốc của từ Bangla ~ Bengal hiện vẫn chưa rõ, nhưng người ta tin rằng nó nguồn gốc từ một bộ lạc tên là Bang định cư trong khu vực vào khoảng năm 1000 trước Công Nguyên.
Một trong những mối liên hệ nước ngoài sớm nhất đến Bengal là việc đề cập đến một vùng đất bị cai trị bởi nhà vua Xandrammes có tên là Gangaridai bởi người Hi Lạp vào khoảng năm 100 trước Công Nguyên. Từ này được suy đoán từ Gangahrd ('Đất mẹ với Sông Hằng trong trái tim') liên quan đến một khu vực tại Bengal.

### Trung Đại

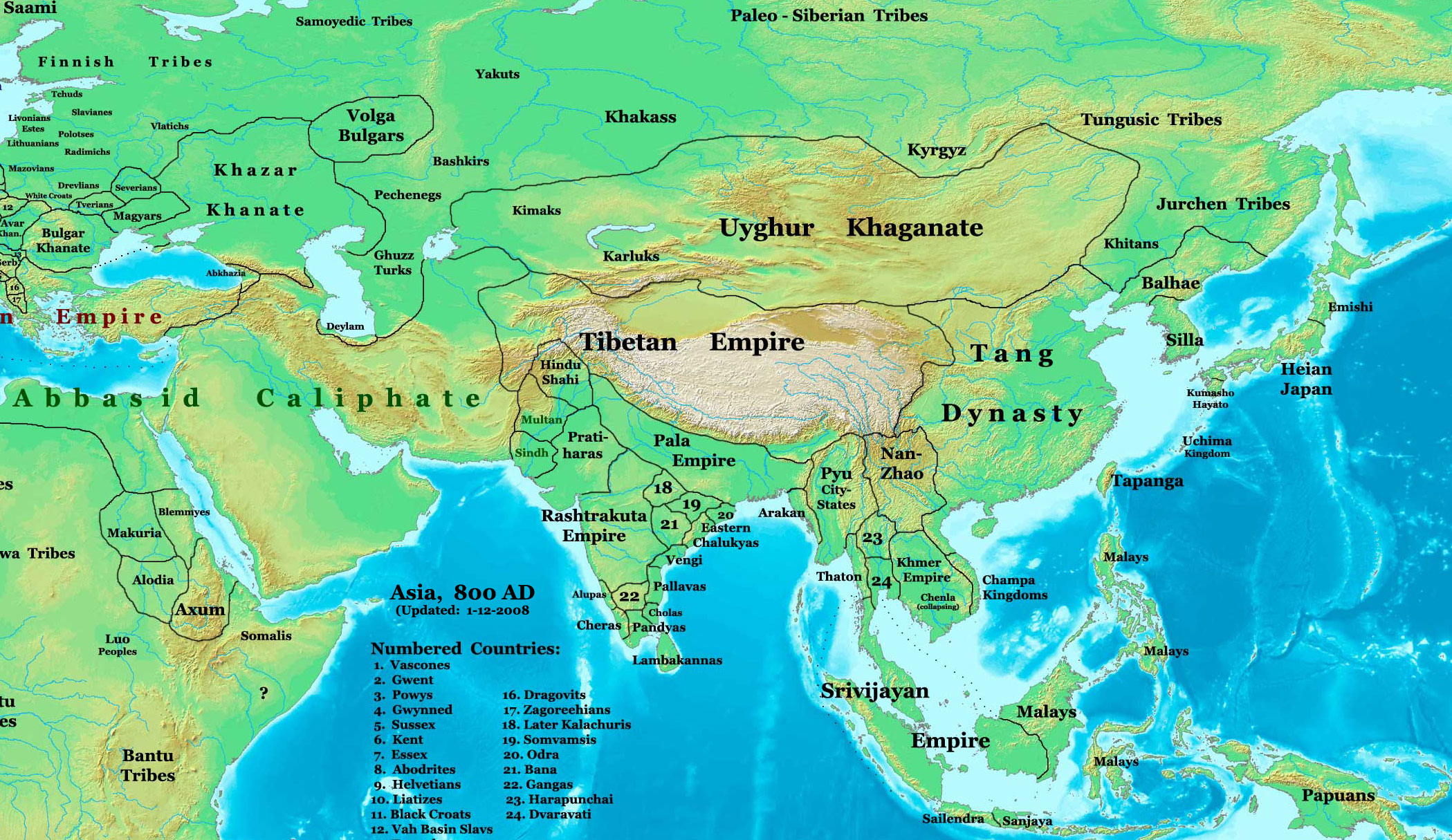
Đế quốc Pala năm 800 sau Công Nguyên

Một trong những vị vua độc lập đầu tiên của Bengal là Shashanka, trị vì vào khoảng đầu thế kỉ 7. Sau một quãng thời gian không có ai trị vì, Gopala I là người lên nắm quyền năm 750. Ông đã thành lập Đế quốc Pala của tín đồ Đạo Phật Bengal để cai trị vùng trong bốn trăm năm, và mở rộng ra khắp vùng Nam Á: từ Assam ở đông bắc đến Kabul ở phía Tây và Andhra Pradesh ở phía Nam. A-đề-sa là một nhà giáo đạo Phật nổi tiếng của Bengal đã phục vụ cho sự phục hồi của Đạo Phật ở Tibet và cũng giữ chức viện phụ tại trường đại học Vikramashila. Tipola cũng là người đến từ vùng Bengal.
Đế quốc Pala có mối quan hệ tốt với đế quốc Srivijaya, Thổ Phồn và nhà Abbas. Đạo Hồi lần đầu xuất hiện tại Bengal vào thời Pala, do sự phát triển hợp tác thương mại giữa Bengal và Trung Đông. Kế sau triều đại Pala là thời gian trị vì ngắn hơn của triều đại Hindu Sena. Đạo hồi được giới thiệu đến Bengal vào thế kỉ 12 bởi những người truyền Sufi giáo. Những cuộc chinh phạt của người Hồi giáo sau này đã giúp đưa đạo Hồi đi sâu vào tín ngưỡng của vùng.

### Thời Mughal
Đế quốc Mughal lên cai trị Bengal vào thế kỉ 16. Tướng Mughal Man Singh đã xâm lược hầu hết các vùng của Bengal, bao gồm cả Dhaka trong thời gian hoàng đế Akbar trị vì. Một vài bộ lạc Rajput từ quân đội của ông đã định cư vĩnh viễn tại Dhaka và những vùng đất xung quanh. Vào đầu thế kỉ 17, Islam Khan I đã chinh phạt toàn bộ vùng Bengal. Tỉnh Bengal Subah dưới triều đại Mughal là tiểu bang giàu có nhất tại tiểu lục địa. Thương mại và giàu có của Bengal đã gây ấn tượng với người Mughal đến nỗi nó được các vị hoàng đế Mughal mô tả là "Thiên đường của những quốc gia".
Dưới thời Mughal, Bengal là trung tâm của người Hồi giáo toàn cầu về lụa và ngọc trai. Trong thời Mughal, trung tâm sản xuất bông quan trọng nhất là Bengal, đặc biệt là xung quanh thủ phủ Dhaka, khiến người Hồi giáo gọi là "daka" ở những thị trường xa xôi như Trung Á. Ở trong nước, phần lớn Ấn Độ phụ thuộc vào sản phẩm của Bengal như gạo, tơ lụa và hàng dệt bông. Ở nước ngoài, các nước châu Âu cũng phụ thuộc vào sản phẩm của Bengal như hàng dệt bông, tơ lụa và thuốc phiện; Bengal chiếm 40% sản phẩm nhập khẩu của người Hà Lan từ châu Á, chẳng hạn như hơn 50% hàng dệt và 80% tơ lụa.

## Văn hóa

### Ẩm thực
Ẩm thực Bengal là phong cách ẩm thực có nguồn gốc tại Bengal, một vùng ở Nam Á và nay nằm ở giữa Bangladesh và Tây Bengal. Một vài vùng của Ấn Độ như Tripura, Shillong và vùng thung lũng Barak ở Assam cũng có đông người Bengal sinh sống và chia sẻ nhau về ẩm thực. Với món ăn mạnh về cá, rau và sữa phục vụ với gạo làm món ăn chính, ẩm thực Bengal còn được biết tới với hương vị tinh tế và sự phổ biến của bánh kẹo và món tráng miệng.

### Lễ hội
Người Bengal tổ chức các ngày lễ lớn của tín ngưỡng Hồi giáo và Hindu. Đối với Đạo hồi, có ba ngày lễ là Eid-ul-Azha, Eid-ul-Fitr và Muharram. Mặc dù người theo đạo Hindu ở Bengal tham gia Holi, Diwali và những lễ hội tôn giáo quan trọng khác, Durga Puja vẫn là lễ hội lớn và quan trọng nhất đối với họ. Để dành tặng cho Thần Durga, một biểu tượng của Shakti, các lễ hội kéo dài trong năm ngày. Vài tháng trước lễ hội, những hình tượng đất sét đặc biệt của Durga và con Thần đã được làm sẵn.

### Ngôn ngữ
Tiếng Bengal hay tiếng Bangla là ngôn ngữ có nguồn gốc từ vùng Bengal, bao gồm Bangladesh ngày nay và các bang khác của Ấn Độ như Tây Bengal, Tripura và Assam phía Nam. Nó được viết bằng chữ Bengal. Với khoảng 250 triệu người bản địa và tổng cộng 300 triệu người sử dụng trên toàn cầu, tiếng Bengal là một trong những ngôn ngữ được nói nhiều nhất, xếp thứ bảy thế giới. Quốc ca Bangladesh, quốc ca Ấn Độ, quốc ca Sri Lanka và một bài quốc ca khác của Ấn Độ đều lần đầu sáng tác bằng tiếng Bengal.